# Bagn
Bagn är en kyrkby som utgör centralort och enda tätort i Sør-Aurdals kommun i Innlandet fylke i Norge. Orten ligger vid Europaväg 16, där denna korsar älven Begna. Här finns Bagns kyrka.

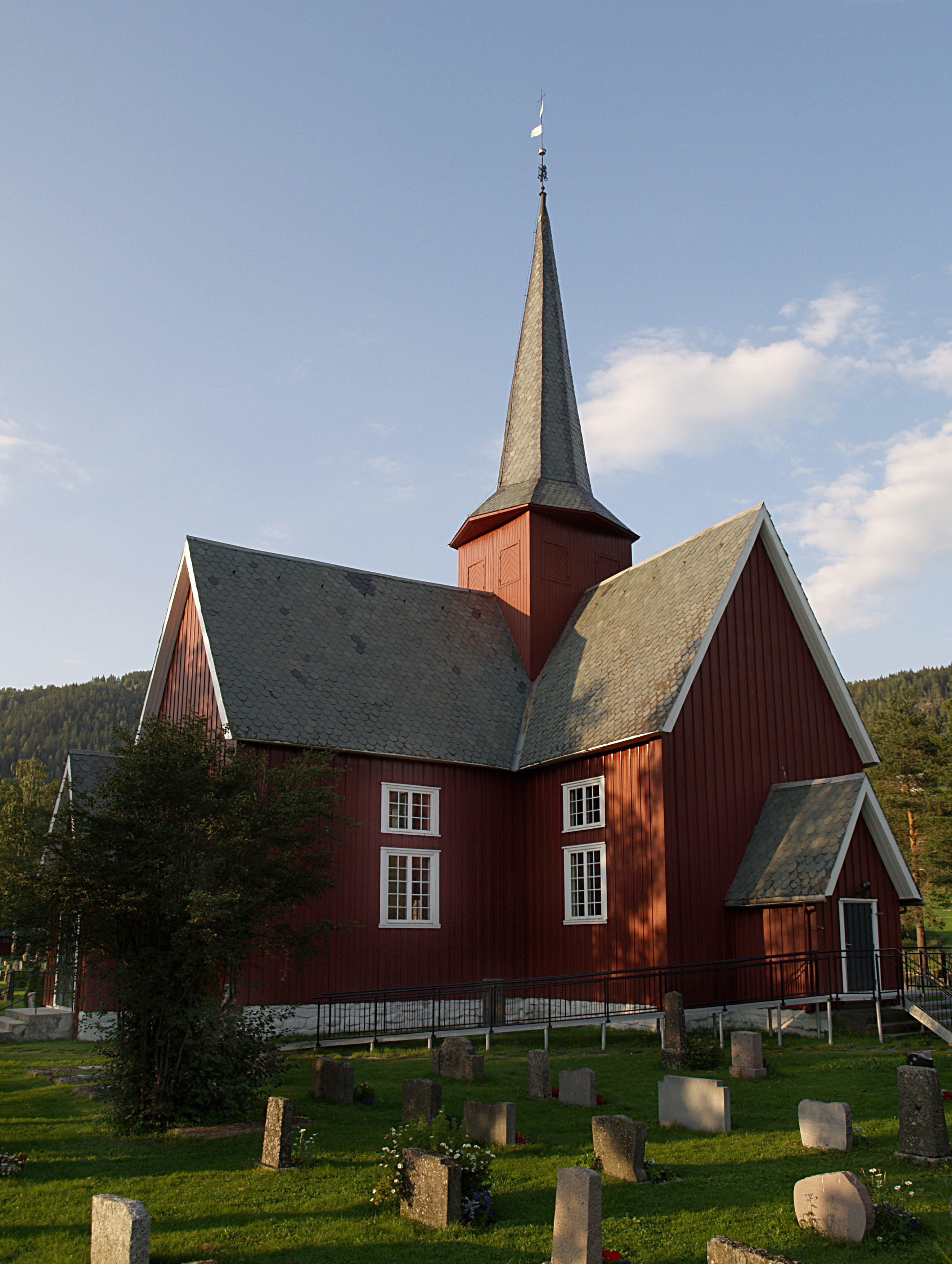
Bagns kyrka.